# Злочиначки умови (5. сезона)
Злочиначки умови (engl. Criminal Minds) је америчка криминалистичка драмска телевизијска серија која прати рад Јединице за анализу понашања (ЈАП-а) (engl. Behavioral Analysis Unit - BAU) чије је седиште у Квантику у Вирџинији. Серија се разликује од других серија те врсте по томе што се више усредсређује на злочинца него на сам злочин. Серију је продуцирала продукција The Mark Gordon Company у сарадњи са телевизијским студијима CBS и ABC. Серија је првобитно названа Квантико, а пробна епизода је снимљена у Ванкуверу.

## Опис
Пета сезона серије Злочиначки умови је емитована на каналу CBS од 23. септембра 2009. до 26. маја 2010. У току сезоне Хочову жену Хејли је убио убица у бекству познат под надимком "Бостонски кољач". Хоч је успео да пренесе сину тајну поруку где да се сакрије.

## Улоге
- Џо Мантења кao Дејвид Роси
- Паџет Брустер кao Емили Прентис
- Шемар Мур кao Дерек Морган
- Метју Греј Габлер кao Спенсер Рид
- А.Џ. Кук кao Џенифер Џаро
- Кирстен Вангснес кao Пенелопи Гарсија
- Томас Гибсон кao Арон Хочнер

## Епизоде
| Бр. еп. (укупно) | Бр. еп. (у сезони) | Наслов                         | Редитељ             | Сценариста                                                      | Премијера           | Прод. код | Гледаност у САД-у (милиони) |
| --- | ------------------ | ------------------------------ | ------------------- | --------------------------------------------------------------- | ------------------- | --------- | --------------------------- |
| 92 | 1                  | "Безимени, безлични (3. део)"  | Чарлс С. Керол      | Крис Манди                                                      | 23. септембар 2009. | 501       | 15.84                       |
| Пошто је Хоч нестао, а догађаји из њиховог претходног случаја их и даље оптерећују, преостали чланови ЈАП-а координирају са месним властима у Меклину у Вирџинији како би заштитили лекара хитне помоћи и његовог сина од бившег пацијента одлучног да освети неправедно узроковану смрт. У међувремену, серијски убица из прошлости екипе спроводи злокобни велики план у који је укључен један од њихових. |                    |                                |                     |                                                                 |                     |           |                             |
| 93 | 2                  | "Уклет"                        | Џон Касар           | Ерика Месер                                                     | 30. септембар 2009. | 502       | 14.24                       |
| Када је мушкарац из Луисвила у Кентакију доживео хервни слом и избоо неколико људи у апотеци, ЈАП саставља профил и сарађује са месним властима како би га пронашла. У међувремену, Хоч наставља да се опоравља од Фојетовог напада, а Прентисова примећује узнемирујућу промену у његовом понашању. |                    |                                |                     |                                                                 |                     |           |                             |
| 94 | 3                  | "Обрачун"                      | Карен Гавиола       | Ден Дворкин и Џеј Бити                                          | 7. октобар 2009.    | 503       | 14.05                       |
| Када је троје становника Комака на Дугом острву упуцано из непосредне близине и осакаћено након смрти, ЈАП креће у проналажење убице ангажованог да изврши низ убистава. У међувремену, Роси је приморан да се суочи са својом прошлошћу пошто је откривена веза између пријатеља из детињства и једне од намера убице.                                                                                      |                    |                                |                     |                                                                 |                     |           |                             |
| 95 | 4                  | "Безнадежно"                   | Феликс Алкала       | Крис Манди                                                      | 14. октобар 2009.   | 504       | 13.92                       |
| Када је низ скрављења кулминирао четвороструким убиством, ЈАП сарађује са градском полицијском управом како би пронашла трочлану екипу убица која чини злочине из узбуђења због насиља. У међувремену, Морган успоставља личну везу са женом која је у сродству са једном од жртава. |                    |                                |                     |                                                                 |                     |           |                             |
| 96 | 5                  | "Од колевке до гроба"          | Роб спера           | Брин Фрејзер                                                    | 21. октобар 2009.   | 505       | 14.27                       |
| Када су три жене из Албукеркија у Новом Мексику отете, оплођене и задављене неколико минута након порођаја, ЈАП креће у проналажење серијског убице са необичном мотивацијом. У међувремену, Хоч почиње да даје Моргану додатне задатке пошто га је изненада посетила шефица одсека Страус. |                    |                                |                     |                                                                 |                     |           |                             |
| 97 | 6                  | "Очи које имамо"               | Глен Кершо          | Оан Ли                                                          | 4. новембар 2009.   | 506       | 12.55                       |
| Пошто је Морган званично заменио Хоча на месту шефа јединице, ЈАП креће у проналажење и проналажење серијског убице из Оклахомаграда у Оклахоми који вади очи својим жртвама и чува их као успомене. |                    |                                |                     |                                                                 |                     |           |                             |
| 98 | 7                  | "Извођач"                      | Џон Бедам           | Холи Харолд                                                     | 11. новембар 2009.  | 507       | 12.77                       |
| Када су три жене из Лос Анђелеса у Калифорнији претучене на смрт и исцеђене од крви, Јединица за анализу понашања (ЈАП) жонглира између сарадње са савезником из прошлости и разматрања да ли је готичарска рок звезда одговорна за почињене злочине. |                    |                                |                     |                                                                 |                     |           |                             |
| 99 | 8                  | "Надмудрен (4. део)"           | Џон Галагер         | Сајмон Мирен                                                    | 18. новембар 2009.  | 508       | 13.70                       |
| Када су две војне породице из Хамптона у Вирџинија помрле док су им очеви у иностранству, Јединица за анализу (ЈАП) утврђује да су злочини слични онима које је починио затворени уништитељ породица Карл Арнолд и сарађује са њим како би ухватили убицу. У међувремену, Хоч постаје све нервознији пошто је примио злослутну поруку.                                                                       |                    |                                |                     |                                                                 |                     |           |                             |
| 100 | 9                  | "100 (5. део)"                 | Едвард Ален Бернеро | Бо Кресе                                                        | 25. новембар 2009.  | 509       | 13.61                       |
| Након сусрета са Џорџом Фојетом у Хочовој бившој кући, ЈАП је подвргнут појединачном испитивању о догађајима који су довели до и око њиховог покушаја да спрече Џорџа Фојета да и даље прети Хејли и Џеку. |                    |                                |                     |                                                                 |                     |           |                             |
| 101 | 10                 | "Роб дужности"                 | Чарлс Хејд          | Рик Данкл                                                       | 9. децембар 2009.   | 510       | 14.43                       |
| Док је Хоч на одсуству како би размишљао о својој будућности у ФБИ-ју, ЈАП путује у Нешвил у Тенесију како би ухапсио серијског убицу који прогања жене и улази у романтичне везе са њима против њихове воље пре него што их побије. |                    |                                |                     |                                                                 |                     |           |                             |
| 102 | 11                 | "Одмазда"                      | Феликс Алкала       | Ерика Месер                                                     | 16. децембар 2009.  | 511       | 14.68                       |
| Док завршава случај који у који су укључени бивши осуђеник из Локпорта у Њујорку и његова ћерка, ЈАП почиње да трага за скривеним мотивом када је човек побегао уз помоћ раније непознатог саучесника и кренуо у убилачки поход. |                    |                                |                     |                                                                 |                     |           |                             |
| 103 | 12                 | "Невероватна долина"           | Ана Џ. Форестер     | Брин Фрејзер                                                    | 13. јануар 2010.    | 512       | 13.90                       |
| Када су две жене из Атлантикграда у Новом Џерзију пронађене мртве од парализе изазване дрогом, ЈАП креће да направи профил женског серијског убицу која отима одређене типове жена због необичне личне опседнутости. |                    |                                |                     |                                                                 |                     |           |                             |
| 104 | 13                 | "Ризичан посао"                | Роб Спера           | Џим Клементе                                                    | 20. јануар 2010.    | 513       | 14.91                       |
| Када је четворо тинејџера из Еванстона у Вајомингу извршило самоубиство у року од две недеље, Јединица за анализу понашања (ЈАП) усмерава своје напоре на онлајн „игру гушења“ која обмањује средњошколце да учествују и виде ко може да надмаши све остале. |                    |                                |                     |                                                                 |                     |           |                             |
| 105 | 14                 | "Паразит"                      | Чарлс С. Керол      | Оан Ли                                                          | 3. фебруар 2010.    | 514       | 14.75                       |
| Када је агент из Одељења за криминал „белих оковратника“ ФБИ-ја посумњао да је преварант кога је пратио одговоран за убиство жене из Мајамија на Флориди, ЈАП креће да истражи профил убице у успону који убија људе које превари како би их спречио да открију његове активности. |                    |                                |                     |                                                                 |                     |           |                             |
| 106 | 15                 | "Јавни непријатељ"             | Нелсон Мекормик     | Џес Прентер Просер                                              | 10. фебруар 2010.   | 515       | 14.33                       |
| Када је троје становника Провиденса на Дугом острву избодено на смрт на местима које се сматрају стубовима заједнице, ЈАП креће да направи профил и пронађе серијског убицу који је спреман да изазове масовну хистерију. |                    |                                |                     |                                                                 |                     |           |                             |
| 107 | 16                 | "Мозли Лејн"                   | Метју Греј Габлер   | Сајмон Мирен и Ерика Месер                                      | 3. март 2010.       | 516       | 13.00                       |
| Када је осмогодишња девојчица нестала у Ашберну у Вирџинији, а њена самохрана мајка тврди да је отмица повезана са отмицом њеног сина Чарлија, Јединица за анализу понашања (ЈАП) је приморана да пронађе грабљивца који је одговоран за отмицу дванаесторо деце током једне деценије. |                    |                                |                     |                                                                 |                     |           |                             |
| 108 | 17                 | "Усамљеник"                    | Роб Харди           | кимберли Ен Харисон и Рајан Гибсон                              | 10. март 2010.      | 517       | 13.29                       |
| Пошто ФБИ-јева база података о серијским убицама на аутопутевима указује да је пет жена пронађено задављено на више надлежности побио млади серијски убица, ЈАП покушава да пронађе камионџију из Еџвуда у Новом Мексику који је на личном задатку. |                    |                                |                     |                                                                 |                     |           |                             |
| 109 | 18                 | "Борба"                        | Ричард Шепард       | Синопсис: Крис Манди Сценарио: Крис Манди и Едвард Ален Бернеро | 7. април 2010.      | 518       | 12.70                       |
| Када је бескућник из Сан Франциска у Калифорнији пронађен мртав, а отац и његова ћерка тинејџерка потом отети, Јединица за анализу понашања (ЈАП) сарађује са припадником полицијске службе Семом Купером и Јединицом Црвена ћелија, екипом за брзо реаговање са неконвенционалним методама, како би пронашла везу између ова два случаја.                                                                   |                    |                                |                     |                                                                 |                     |           |                             |
| 110 | 19                 | "Пролаз просвећења"            | Џон Галагер         | Bиктор де Хесус                                                 | 14. април 2010.     | 519       | 12.44                       |
| Када су у Терлингви у Тексасу ископане три одсечене људске главе, ЈАП креће да направи профил и пронађе серијског убицу који циља избеглице који прелазе границу између Мексика и Сједињених Држава на црно. |                    |                                |                     |                                                                 |                     |           |                             |
| 111 | 20                 | "Хиљаду речи"                  | Розмери Родригез    | Едвард Ален Бернеро                                             | 5. мај 2010.        | 520       | 12.39                       |
| Када је студент факлутета у Талахасију на Флориди нестао исте ноћи када је мушкарац извршио самоубиство, а месне власти откриле фотографије и исечке из новина жена које су побијене током протекле деценије, ЈАП жонглира профилисање преминулог мушкарца и спашавање његове најновије жртве. |                    |                                |                     |                                                                 |                     |           |                             |
| 112 | 21                 | "Излазне ране"                 | Чарлс С. Керол      | Рик Данкл                                                       | 12. мај 2010.       | 521       | 13.07                       |
| Када су три грађанина са Аљаске побијена током једне недеље, ЈАП покушава да идентификује серијског убицу опседнутог ловом. У међувремену, Гарсија прати екипу и налази се у опасној ситуацији. |                    |                                |                     |                                                                 |                     |           |                             |
| 113 | 22                 | "Интернет је вечан"            | Глен Кершо          | Брин Фрејзер                                                    | 19. мај 2010.       | 522       | 13.25                       |
| Када су три жене из Бојсија у Идаху нестале, а видео снимци њихових смрти објављене на интернету, ЈАП жонглира између профилисања убице који користи друштвене мреже као своје ловиште и праћења пре него што убије своју следећу жртву. |                    |                                |                     |                                                                 |                     |           |                             |
| 114 | 23                 | "Наш најмрачнији час (1. део)" | Едвард Ален Бернеро | Ерика Месер                                                     | 26. мај 2010.       | 523       | 12.97                       |
| Када је убица из Лос Анђелеса у Калифорнији користио нестанке струје као параван за почињење убиства, ЈАП жонглира између праћења његовог трага и суочавања са неочекиваном везом која обећава да ће променити ток истраге. |                    |                                |                     |                                                                 |                     |           |                             |